# Santa Ana (Santa Fe)
Santa Ana es una localidad argentina, ubicada en el departamento General Obligado de la provincia de Santa Fe. Está unos 15 km al norte de la ciudad de Avellaneda, sobre la Ruta Provincial N°31 (pavimentada), limitando con Flor de Oro al norte, con Moussy al oeste, con El Carmen al sur y con El Timbó al este. 
De acuerdo al censo del año 2001, la población es de 600 personas. 
La principal actividad de la localidad es la agricultura, ganadería y microemprendimientos.
Avellaneda , provincia de Santa Fe, fue fundada en enero de 1879, y familias de inmigrantes venidas de las regiones italianas del Friul-Venecia-Julia y del Trento comenzaron a poblar la región, algunas familias se establecieron en campo grande, hoy llamado Paraje Santa Ana, primero lo hicieron en chozas precarias hasta construir la casa de ladrillos, siendo la primera perteneciente a la familia Delbon, siendo Giovanni Battista Delbon venido de Brazzano, provincia de Gorizia, el propietario, y así los hicieron otras familias de apellido Brach, Cabás, Sartor, etc. El 29 de julio de 1901, el Padre Pascual Alonso pidió al Obispado de Santa Fe la autorización para edificar, a pedido de los vecinos, una capilla sobre un terreno que estaba dispuesto a donar el Señor Francisco Cargnelutti. Meses después don Francisco Cabás donó el terrero y en 1903 comenzaron los trabajos de edificación. La flamante capilla en honor a Santa Ana fue bendecida el 26 de julio de 1906. Este paraje llamado Campo Grande toma el nombre de la capilla, ya que a su alrededor se construyó la primera escuela y el almacén de ramos generales.
- Datos: Q2839574